# 灘南通
灘南通（なだみなみどおり）は、兵庫県神戸市灘区の町名。現行行政地名は灘南通一丁目から灘南通六丁目。
令和2年国勢調査（2020年10月1日）での世帯数1,174、人口2,369、うち男性1,128人、女性1,241人。郵便番号は、657-0841。

## 地理
JR東灘信号場を有し、その南に位置する。東は都賀川を挟み下河原通、南は船寺通、西は西郷川を挟み岩屋北町、北はJR東海道線を挟み灘北通。東から順に一～六丁目までが配される。

### 地価
住宅地の地価は、2015年（平成27年）1月1日の公示地価によれば、灘南通3-3-15の地点で20万7000円/m2となっている。

## 歴史
灘区南西部、旧・河原字風呂前・亀田・船寺後・中ノ内・中寺田・樋ノ口・西寺田と森字寺ノ上・寺田・寺ノ脇と味泥字阿弥陀寺・道端・田中・上アセコから成立した。

### 地名の由来
『神戸の町名 改訂版』によれば旧字名の上アセコの「アセコ」とは水の浅い川瀬のことだという。

## 施設
- 東灘信号場
- 敬愛寺
- 西念寺